# 帕列赫区
帕列赫区（俄语：Палехский район）是俄罗斯联邦伊万诺沃州下辖的一个区，其行政中心为帕列赫。据2016年统计，该区的人口为9848人。